# Cysteamine
Cysteamine is de eenvoudigste stabiele aminothiol en komt vrij bij de afbraak van het aminozuur cysteine.
Cysteamine wordt onder meer gebruikt in de behandeling van aandoeningen waarbij de uitscheiding van cysteïne verstoord is zoals cystinose.
Het geneesmiddel is Europees geregistreerd als capsules onder de merknamen Cystagon® en Procysbi®.